# 你好 (阿黛尔歌曲)
《你好》（英語：Hello）是英国创作型歌手阿黛尔的歌曲，作为其第三张录音室专辑《25》的主打单曲，于2015年10月23日由XL唱片发行。阿黛尔与她的制作人格萊格·科爾斯汀共同创作了这首歌。《你好》是一首带有受灵魂乐影响的钢琴謠曲，歌曲探讨了怀旧和后悔的主题。歌曲一经发行，就获得音评人好评，并把它的出众之处与阿黛尔的過往作品比较，赞扬了歌词和阿黛尔的声线。
歌曲在国际上获得商业成功，在28个国家荣登榜首，其中在英国成为阿黛尔继《Someone like You》后的第二首英国榜榜首歌曲，发行首周销量为三年之最；而在美国，歌曲以榜首位置亮相公告牌百强单曲榜，成为阿黛尔在该榜单上的第四首榜首歌曲，并打破包括首支单周内数字渠道销量超过100百万张歌曲等多项纪录。
歌曲音乐录影带由泽维尔·多兰导演，阿黛尔和崔斯坦·瓦尔德斯联袂主演。该视频凭借2770万浏览量打破了此前由泰勒·斯威夫特的《敌对》以2010万的浏览量保持的Vevo Record24小时观看纪录。它还打破了此前由麦莉·赛勒斯的《爱情破坏球》所持有的最短时间内Vevo浏览量达到1億的纪录。阿黛尔在BBC一小时特别直播表演节目《阿黛尔在BBC》上推广了歌曲。

## 创作过程
歌曲由阿黛尔和制作者格萊格·科爾斯汀共同谱写，格鲁负责演奏贝斯、吉他、钢琴和键盘，阿黛尔打鼓。阿黛尔曾表示她喜欢在家创作她的音乐，但这次有点非比寻常，歌曲是在伦敦奇斯威克完成的。歌曲的创作过程很慢，花了六个月才完成。起初阿黛尔和科爾斯汀着手谱写第一段；歌曲完成一半，六个月后阿黛尔拜訪科爾斯汀，要他跟她一起完成歌曲，库鲁斯特表示他不确定“阿黛尔是否曾打算回过头来完成它”。
歌曲是一首灵魂乐钢琴謠曲，以F小调演奏，速度为每分钟79拍。主歌段可听到重复的钢琴和弦，紧接着Fm–A♭–E♭–D♭和弦進程。根據歌曲在Musicnotes.com上的樂譜，阿黛尔的音域从F3跨越到A♭5。副歌部分可以听到阿黛尔演唱句子时的声音盖过和音、钢琴和鼓声层面，后三者被《每日电讯报》形容为“朝着非常甜美的声墙”倾斜。歌曲还包含被认为是阿黛尔提供的鼓声。
歌词方面，歌曲聚焦于怀旧和遗憾的主题，以谈话方式展现出。这被看作是延续了她的单曲《Someone like You》所反映的失败戀情的主题。歌词可以看成是对话性质的，围绕着“她过去所有的人际关系，从朋友、家人到前合作伙伴”兜转。在谈到歌词内容时，阿黛尔告诉BBC广播一台《早餐秀》（Breakfast Show）主持人尼克·格里姆肖（Nick Grimshaw）：“我觉得我们所有人都在不断往前发展，歌曲并不是关于过去的关系、感情关系的，它关于我与我所爱每一个人的关系。这并不是说我们已经破裂了，我们都得到了我们正在过的生活，我需要写这首歌好让他们都听听，因为我跟他们已经断交了。”阿黛尔表示，歌词“宛如天外的问候”（Hello from the other side）意味着“长大成人的另一个侧面，它使得你从青少年时代末期走向二十出头”。

## 发行与评价
10月18日，歌曲的30秒片段在《英国版X音素》的一段广告中表演。这段广告预告片是当时的新素材，歌词在黑屏上跟她的声音一同出现。主打单曲的30秒首播过后，网民和阿黛尔的歌迷们表示十分激動，就连《名利场》的杰森·梅里特（Jason Merritt）也认为阿黛尔“困扰住这个星球”。10月22日，阿黛尔透过Twitter上的一封献给歌迷的亲笔信中宣布《25》即将发布。她还表示歌曲将于10月23日作为专辑的主打单曲发行。发行当日，阿黛尔参加BBC广播一台的尼克·格里姆肖为歌曲首演准备的节目。
歌曲一经发行，就获得音评人好评。《卫报》的亚历克西斯·彼得里迪斯称歌曲是“一首很不错的民谣，但是流派中的典范”，并认为“准确来讲，这种史诗级失恋民谣使得阿黛尔成为世界上最伟大的明星之一。”《独立报》的艾蜜丽·捷普（Emily Jupp）在她的评论中表示歌曲“可能不是开创性的，但阿黛尔带着她的密友回归，萦绕耳畔的声音非常的受欢迎。”她假设“如果这不是一首糟糕的民谣”，“阿黛尔就发挥了她的最高水准，带出感情上的爱情传奇，但跟她的上一张专辑《21》遗失的同样多，但是这一次，自我宽恕有点多。”
《芝加哥论坛报》的格雷格·科特写道：“歌词在放大个人细节以配合她的声音力量和克制力的结合体时发挥了最大的作用。”《每日电讯报》的尼尔·麦考密克（Neil McCormick）称歌曲是“失去和遗憾的凄美歌曲”，补充道：“它抓住了每位听众内心中所拥有的记忆的握柄，将它与阿黛尔自己的戏剧结合起来。”一些媒体提到了歌曲及其MV与美国灵魂歌手莱昂纳尔·里奇的《Hello》的相似之处。

## 商业表现

### 欧洲和大洋洲
发行后三天，英国官方排行榜公司宣布歌曲在英国已累计165000份排行榜销量，其中有156000份为下载销量。歌曲于2015年10月30日进入英国单曲排行榜榜首，截至2015年11月5日周末，合共销量333000份，其中下载销量占259000份，是近三年来该榜单榜首单曲的最高销量。这是阿黛尔继2011年《Someone like You》后的第二支英国冠军单曲。此外，歌曲首周流媒体发放732万次，打破之前由贾斯汀·比伯的《你什么意思》所持有的记录。包括流媒体销售并排除《英国版X音素》和《流行偶像》优胜者的单曲、重要慈善活动唱片和圣诞节冠军单曲，歌曲成为21世纪英国销量第二大的榜首单曲，击败了于2001年2月在单周内卖出345000张的夏奇的《这可不是我》。接下来的一个星期内，歌曲仍在英国单曲榜上保持榜首位置，又被数字下载121000次、流媒体分发578万次，当周歌曲受到BPI的销量金认证。歌曲还在比利时、捷克共和国、法国、德国、希腊、匈牙利、爱尔兰、以色列、意大利、黎巴嫩、卢森堡、荷兰、挪威、葡萄牙、苏格兰、斯洛伐克和瑞士以榜首位置首秀。
在澳大利亚，歌曲于2015年10月31日进入澳大利亚唱片业协会榜榜首，卖出超过59075份，使得它发售第一个星期就赢得金认证。歌曲还成为当年第二首卖得最快的单曲，紧随《再见你一面》之后。这是阿黛尔继2011年的《Someone like You》后，第二支在ARIA单曲榜上名列榜首的单曲。单曲在第二个星期继续保持领先位置，凭借7万份的销量获得铂金认证。在新西兰，歌曲以榜首位置首秀新西兰单曲榜，并在接下来一周保持该位置，获得铂金认证。

### 北美
在北美，歌曲于2015年11月2日入主公告牌百强单曲榜榜首，到2015年11月14日，已成为第24首榜首首秀的歌曲。发布三天后，歌曲在电台歌曲榜上以第49位首秀。在电台播放的第一周，歌曲的全格式观众印象从45升至9，增长了146%，达到7000万人。歌曲录得2040万次流媒体点播数，在流媒体歌曲榜名列第一，成为阿黛尔第一首在该榜单上夺冠的歌曲。歌曲凭借111.2万的销量登顶数字歌曲榜，是第一首单周内卖出100万张数字版的歌曲，比截至2009年2月28日周末共卖出63.6万次下载版的佛罗·里达的《神魂颠倒》所持有的单周内下载销量最多的唱片几乎要翻一番。歌曲在美国流媒体以6160万起步，成为她第一首在流媒体歌曲榜夺冠和每周销量最多的单曲，仅次于在2013年3月3日周末录得1.03亿流媒体点播量的鲍尔的《哈林摇》。歌曲是第一首单周售出超过100万份数字版的歌曲，是尼尔森唱片市场调查公司自1991年追踪销量以来，单周总销量第三大的歌曲。只有艾尔顿·约翰的《风中的蜡烛1997/关于你如何欣赏夜景的事情》在单周销量更多——在首周卖出344.6万份，次周121.2份。
第二周，歌曲在公告牌百强单曲榜保持榜首位置，又卖出63.5万份数字版，成为单周数字销量第三高的歌曲，也是非首秀周的最佳成绩。歌曲凭借在流媒体上的4740万次点播量，在流媒体歌曲榜上保住榜首位置，但第一个星期为6160万次，同比下降23%，歌曲凭借1810万次流媒体点播量保住最多点播歌曲榜的榜首位置。而在电台歌曲榜，歌曲从9升至6，全格式观众印象升至1.06亿次，同比上涨46%，从而成为在百强单曲榜上的电台热播单曲榜榜首歌曲。歌曲还在成人另类歌曲榜中从第二位挪到第一位，同时在成人当代音乐榜上从第9移到第4。到第三周，歌曲仍在百强榜和数字单曲榜占据榜首位置，数字下载48万次，成为第三首三个星期内销量突破40万份的歌曲。第四个星期歌曲在电台歌曲榜从第6升至第1（是该榜25年的历史上幅度最大的榜首跳跃），成为自1993年8月28日玛丽亚·凯莉的《梦中情人》在其第四周占据榜首以来，该榜22年来攀升至榜首位置最快的歌曲。此外，歌曲还成为近三年来第三首在百强单曲榜、数字歌曲榜、流媒体歌曲榜、最多点播歌曲榜和电台歌曲全部五个榜单中同时获得冠军的歌曲。、
歌曲以榜首位置进入加拿大百强单曲榜，卖出14万份，超过于同一个星期以第二位首秀该榜单、卖出4万份的贾斯汀·比伯的《对不起》。歌曲被流媒体点播479万次，创下单周流媒体点播次数最多的纪录。

## 音乐录像带
歌曲的音乐录影带由魁北克演员兼导演泽维尔·多兰执导，于2015年10月22日發布。影片的概念围绕着被阿黛尔称为自己年轻时一位最近分手的女性展开。影片有部分——大多数是结尾处的池塘和开头处阿黛尔睁开双眼的特写——均采用IMAX摄像机拍摄，使得影片成为第一部IMAX格式音乐录影带。影片灵感出自多兰还没过20歲时所创作的半自传体处子作《杀死我阿妈》。视频于2015年9月在魁北克一个农场录制。
影片由美国演员崔斯坦·瓦尔德斯主演。多兰通过Skype聯絡瓦尔德斯，阐述了影片的概念，使得瓦尔德斯同意出演。在拍摄时，阿黛尔和瓦尔德斯被要求即兴“挖掘”各自过去的戀情，好让情感正确表达。多兰还拍摄了阿黛尔和瓦尔德斯说话和欢笑时的镜头。棕褐色调的影片展现阿黛尔在一间小屋内和一片茂密的树林中唱歌的情景，穿插着她含泪通电话和与瓦尔德斯所演角色过去关系的倒叙镜头。
阿黛尔在影片用的翻盖手机被广泛认为是一种复古风格。多兰回应评论时表示：“用iPhone拍戏让我很不舒服，因为我觉得我是在拍广告。iPhone、笔记本电话，所有这些杂七杂八的，对我而言，他们把我拉回了現實：那不可是你所想要的。你想要走出自己的生活，你想要进入别人的世界，你想要去某个地方，你想讲一个故事。我意识到或许有翻盖手机做其他事情会更让我分心，但这绝不是故意的！”
影片打破了Vevo Record此前的纪录，24小时内点击量高达2770万。之后，视频继续打破麦莉·赛勒斯的《爱情破坏球》五天内点击量最快达到1亿的纪录。搜索词“Adele hello”于星期五和星期六登顶YouTube搜索热词，头两天每小时平均点击量均达100万次，单个小时点击量高达160万，击败了《星球大战：原力觉醒》预告片每小时120万的浏览量。

## 现场表演
阿黛尔在BBC一小时特别节目《阿黛尔在BBC》首次现场表演了歌曲，该节目于11月2日录制，于11月20日在BBC一台播出。她还在2015年11月7日的第17届NRJ音乐奖、2015年11月17日纽约无线电城音乐厅上表演歌曲，2015年11月21日的《周六夜现场》上预计也有表演。

## 榜单表现
| 榜单（2015-16年）                        | 最高排位 |
| ---------------------------------------- | -------- |
| 澳大利亚（澳大利亚唱片业协会單曲榜）     | 1        |
| 奥地利（Ö3四十强单曲榜）                 | 1        |
| 比利时佛兰德（Ultratop五十强单曲榜）     | 1        |
| 比利时瓦隆（Ultratop五十强单曲榜）       | 1        |
| 巴西 （公告牌巴西百强热歌榜）            | 79       |
| 加拿大（Canadian Hot 100）               | 1        |
| 加拿大成人当代音乐榜 （《公告牌》）      | 1        |
| 加拿大（CHR/Top 40 (Billboard)）         | 10       |
| 加拿大成人当代音乐榜 （《公告牌》）      | 4        |
| 克罗地亚 （Airplay Radio Chart）         | 9        |
| 捷克（電台百強單曲榜）                   | 16       |
| 捷克（百強數位單曲榜）                   | 1        |
| 丹麥（Hitlisten单曲榜）                  | 1        |
| 欧洲数字歌曲榜 （《公告牌》）            | 1        |
| 芬兰（芬蘭官方單曲榜）                   | 1        |
| 法国（法國唱片出版業公會單曲榜）         | 1        |
| 德国（德國官方單曲榜）                   | 1        |
| 希腊数字歌曲榜（《公告牌》）             | 1        |
| 匈牙利（四十强电台榜）                   | 6        |
| 匈牙利（四十強單曲榜）                   | 1        |
| 愛爾蘭（愛爾蘭唱片音樂協會单曲榜）       | 1        |
| 以色列（媒体森林电台榜）                 | 1        |
| 意大利（意大利音乐产业联盟单曲榜）       | 1        |
| 日本（Japan Hot 100）                    | 29       |
| 黎巴嫩 （OLT 20）                        | 1        |
| 卢森堡数字歌曲榜（《公告牌》）           | 1        |
| 墨西哥 （AMPROFON）                      | 2        |
| 荷兰（荷蘭四十強單曲榜）                 | 1        |
| 荷兰（百强单曲榜）                       | 1        |
| 新西兰（新西兰唱片音乐协会单曲榜）       | 1        |
| 挪威（世道單曲榜）                       | 1        |
| 波蘭（波蘭百大電台榜）                   | 3        |
| 葡萄牙数字歌曲（《公告牌》）             | 1        |
| 蘇格蘭（官方榜单公司單曲榜）             | 1        |
| 斯洛伐克（電台百強單曲榜）               | 11       |
| 斯洛伐克（百強數位單曲榜）               | 1        |
| 斯洛文尼亚（SloTop50）                   | 1        |
| 南非（EMA）                              | 1        |
| 韩国（Gaon）                             | 3        |
| 韩国国际榜 （Gaon）                      | 1        |
| 西班牙（西班牙音樂製作協會）             | 1        |
| 瑞典（瑞典最熱榜）                       | 1        |
| 瑞士（瑞士热门音乐榜）                   | 1        |
| 英國（官方榜单公司單曲榜）               | 1        |
| 美国（《告示牌》百大單曲榜）             | 1        |
| 美國（《告示牌》成人當代單曲榜）         | 1        |
| 美國（《告示牌》Adult Pop Airplay）      | 3        |
| 美國（《告示牌》Dance/Mix Show Airplay） | 24       |
| 美國（《告示牌》Pop Airplay）            | 4        |
| 美國（《告示牌》Rhythmic Songs）         | 22       |
| 美國（《告示牌》Rock Airplay）           | 27       |

| 排行榜（2015年）                    | 排名 |
| ----------------------------------- | ---- |
| 加拿大 (Canadian Hot 100)           | 25   |
| 新西兰 (Recorded Music NZ)          | 13   |
| 美国 Billboard Hot 100              | 35   |
| 美国 Adult Contemporary (Billboard) | 39   |

## 销量认证
| 地區                                                       | 认证    | 认证单位/销量                  |
| ---------------------------------------------------------- | ------- | ------------------------------ |
| 澳大利亚（澳大利亚唱片业协会）                             | 2× 铂金 | 140000^                        |
| 意大利（意大利音乐产业联盟）                               | 铂金    | 50000‡                         |
| 新西兰（新西兰唱片音乐协会）                               | 铂金    | 15000*                         |
| 韩国（Gaon Chart）                                         | —       | 252748                         |
| 英国（英国唱片业协会）                                     | 铂金    | 460000 （流媒体销量600000份）‡ |
| *僅含認證的實際銷量 ^僅含認證的出貨量 ‡僅含認證的+實際銷量 |         |                                |

## 发行历史
| 地区   | 日期           | 格式               | 厂牌     |
| ------ | -------------- | ------------------ | -------- |
| 全球   | 2015年10月23日 | 数字音乐下载       | XL       |
| 意大利 | 2015年10月23日 | 主流电台           | XL       |
| 美国   | 2015年10月26日 | 热歌/现代/成人当代 | 哥伦比亚 |
| 美国   | 2015年10月27日 | 主流电台           | 哥伦比亚 |